# Kartòdrom de Kandava
El Kartòdrom Kandavas és un circuit de karting a Kandava, a uns 100 km a l'oest de Riga, capital de Letònia. La pista va ser construïda el 1972 i completament tornada a dissenyar i reconstruïda el 2008 segons les normes de la Comissió Internacional de Karting (CIK-CIK-FIA). L'arquitecte de la reconstrucció va ser Hermann Tilke, autor de molts circuits de curses de nivell superior a tot el món.
Després de la reconstrucció de la pista s'estan organitzant esdeveniments nacionals i internacionals de karting, com el campionat de Letònia i el Bàltic. La pista també està oberta per als aficionats i els conductors de karts de lloguer.

## Dades tècniques
Dades tècniques del Kartòdrom.
- Superfície total: 4,45 hectàrees
- Longitud de la pista: 1.012 m
- Amplada: 8 m
- Revolts: 11
- Zona d'aparcament per als equips: 8.536 m²
- Terreny: pujada màxima i la caiguda del 5,5%
- Pendent màxim del revolt: 10%
- Posada en línia de meta: 154 m